# Королькова, Анна Николаевна
Анна Николаевна Королькова (урожденная Глазкова; 1892—1984) — советская писательница-сказочница, член Союза писателей СССР (1957).
Её сказки издавались как в СССР, так и за рубежом — на немецком языке (1970) и на японском языке (1976).

## Биография
Родилась 15 февраля 1892 года в селе Старая Тойда (ныне — Аннинского района Воронежской области) в крестьянской семье.
С 9 лет она работала нянькой, батрачкой, прислугой. В 20 лет девушку выдали замуж в большую семью, где она стала десятой по счету снохой. Жили трудно и бедно, особенно тяжело пришлось во время голода 1920—1921 годов. Анна занималась крестьянским трудом и воспитывала своих детей, которых было шестеро. В 1933 году семья Анны Николаевны уехала в Воронеж, где муж работал на заводе, а она занималась воспитанием детей.
С 1937 года начала сочинять собственные сказки. В 1941 году в Воронеже вышел первый сборник сказок Корольковой. Позднее её книги многократно издавались в Воронеже и Москве, а в подготовке произведений Корольковой к печати принимали участие писатели и фольклористы В. А. Тонков, А. И. Шубин, М. М. Сергеенко, Г. Г. Воловик. Издание сказок Корольковой было осуществлено московской фольклористкой Э. В. Померанцевой в 1969 году в Москве, в издательстве Академии наук.
В 1957 году Королькову приняли в Союз писателей СССР.
Умерла 2 января 1984 года в Воронеже.

## Награды
- орден Трудового Красного Знамени (18.02.1972)
- медали

## Память
- Одна из улиц села Старая Тойда носит имя Корольковой. Также её именем названа улица в Левобережном районе города Воронежа в 1997 году.
- В Старотойденской средней школе Аннинского района собран материал и открыт музей А. Н. Корольковой.
- Её имя носит также воронежская библиотека семейного чтения № 39 (ул. Цимлянская, 6), а на доме, где жила Анна Николаевна (Ленинский проспект, 12) в год столетия сказительницы была установлена мемориальная доска. Мемориальной доской отмечено и ещё одно место, связанное с именем Корольковой — дом по пер. Прохладному, 14.